# Faustin Ambassa Ndjodo
Faustin Ambassa Ndjodo, né le 26 juillet 1964 à Ekouda, est un prélat catholique camerounais, scheutiste, évêque de Batouri de 2009 à 2016, puis archevêque de Garoua depuis 2016.

## Biographie
Il est ordonné prêtre le 26 juillet 1997, nommé évêque de Batouri par Benoît XVI le 3 décembre 2009, puis archevêque de Garoua par le pape François le 22 octobre 2016.